# Нина Уильямс
Нина Уильямс (яп. ニーナ・ウィリアムズ Ни:на Уириамудзу) — вымышленный персонаж серии видеоигр в жанре файтинг Tekken от Bandai Namco. Хладнокровная убийца ирландского происхождения Нина дебютировала в Tekken, первой игре серии, будучи одной из восьми играбельных персонажей (остальные — Ёсимицу, Пол Феникс, Джек, Кадзуя Мисима, Кинг, Маршалл Ло и Мишель Чан) и единственной героиней, появляющейся во всех играх серии. Кроме того, она была главной героиней собственного спин-оффа игры, Death by Degrees.
У Нины есть младшая сестра, Анна Уильямс, которая является её соперницей в серии. Она известна своим резким и смертоносным боевым стилем, совмещающей в себе Будзинкан и Хапкидо. Нина Уильямс была хорошо принята общественностью и часто рассматривалась в качестве одной из лучших героев серии Tekken, а также одной из самых привлекательных и стильных персонажей игр.

## Появления

### В видеоиграх
Нина Уильямс родилась и выросла в Ирландии, как и её сестра Анна. С раннего детства детства она обучалась различным формам боевых искусств, таких как Будзинкан и Хапкидо. Обе сестры восхищались своим отцом, бывшим ассасином Ричардом Уильямсом, что привело к соперничеству между ними в борьбе за его внимание, и обе обвинили друг друга в его смерти. К двадцати годам Нина стала профессиональной убийцей и приняла участие в первом турнире «Король Железного Кулака», чтобы убить главу «Мисима Дзайбацу», Хэйхати Мисиму, что ей не удалось.
Два года спустя Нина вновь получила задание убить нынешнего главу турнира, Кадзую Мисиму, приняв участие во втором турнире «Король Железного Кулака», но из-за вмешательства Анны ей не удалось выполнить миссию. Нина была захвачена Кадзуей после неудачной попытки убить его. Она была использована в качестве подопытной для криогенных исследований доктора Босконовича. Анна также согласилась принять участие в эксперименте, но взамен потребовала быть разбуженной в то же время, что и Нина. Эксперимент продолжался в течение 19 лет.
Когда Нина проснулась от криогенного сна, у неё образовалась тяжёлая форма амнезии, чего не случилось с Анной. Она попала под контроль недавно пробудившегося Огра, бога боевых искусств, который отправил её участвовать в третьем турнире «Король Железного Кулака», чтобы убить Дзина Кадзаму, внука Хэйхати Мисимы. Ближе к концу турнира Дзину удалось победить Нину и привести её в чувство, что позволило ей освободиться от контроля Огра. Желая возродить их с сестрой соперничество, Анна интенсивно работала с доктором Босконовичем, чтобы восстановить потерянные воспоминания Нины. Тем не менее план потерпел неудачу, когда Нина вспомнила о том, что не ладит с сестрой. После этого Нина покинула Анну и некоторое время не взаимодействовала с ней.
Вскоре Нина вернулась к своей профессии убийцы, единственному, что связывало её с прошлой жизнью. Два года спустя она была нанята Мафией, чтобы убить известного британского боксёра Стива Фокса, однако узнала, что Стив является её биологическим сыном, который родился с помощью ЭКО, когда она находилась в криогенном сне. В последний момент, уже собираясь спустить курок винтовки, Нина каким-то образом восстановила свои человеческие эмоции и отказалась убивать Стива. Когда Лэй Улун разоблачил преступный синдикат, в миссии Нины уже не было необходимости. Кроме того, было выявлено, что узнав о своём биологическом сыне, она оставалась бесстрастной, однако тот факт, что она не убила его при удобном случае, говорит об обратном.
Нина решила восстановить свои утраченные воспоминания и пришла к выводу, что единственным человеком, который мог бы помочь ей в этом, была её сестра Анна. Вскоре после этого Анна встретилась с Ниной. Тем не менее воспоминания и ненависть Нины инстинктивно вернулись и сёстры вступили в перестрелку. Поединок продолжался в течение нескольких дней, и обе договорились встретиться на пятом турнире «Король Железного Кулака» и закончить битву. Сёстры согласись на смертельное сражение, однако, победив Анну, Нина отказалась убить её, не удовлетворившись результатом.
Позже к Нине обратился генеральный директор Финансовой Империи «Мисима» Дзин Кадзама, который начал войну по всему миру, и предложил ей должность своего личного телохранителя. Таким образом, Нина приняла участие в шестом турнире «Король Железного Кулака», чтобы нейтрализовать любую угрозу по отношению к Дзину. В то же время её сестра Анна стала личным телохранителем Кадзуи Мисимы, так как знала, что это столкнёт её с Ниной. После того, как Дзин пожертвовал собой, чтобы остановить Азазеля, она сказала Ларсу, что ей с самого начала было известно о планах Дзина развязать мировую войну, однако она не была уверена в правильности или неправильности его действий. На время отсутствия Дзина она стала временным генеральным директором «Мисима Дзайбацу».
Несмотря на то, что она не появляется в оригинальной Tekken 7, Нина возвращается в обновлённой версии Tekken 7: Fated Retribution. В режиме «истории» Нина подверглась нападению со стороны Хэйхати Мисимы, который убедил её, что только он в состоянии спасти «Мисима Дзайбацу» в войне против Корпорации G. Некоторое время спустя они узнали о пребывании Дзина под защитой Ларса, заключившего союз с Ли Чаоланем. Нина предприняла несколько попыток нападения на корпорацию Ли, вступив в конфронтацию с Алисой Босконович, однако Дзина вернуть не сумела. Разочаровавшись в бывшем боссе, Нина решила покинуть «Мисима Дзайбацу» и вернуться к работе киллера. Ей было поручено проникнуть на мафиозную свадьбу и сыграть роль невесты, однако в задание вмешались солдаты Tekken Force. Сбежав от отряда, Нина столкнулась со Стивом Фоксом, преследовавшим её с целью получения информации о своём происхождении. Проиграв своему сыну, Нина рассказала ему всё, что ей было известно о лабораториях «Мисима Дзайбацу», в одной из которых жил маленький Стив, будучи одним из подопытных в экспериментах по созданию суперсолдат. Несмотря на признание Нины в качестве его биологической матери, та отказалась считать Стива своим сыном, не желая заботиться о нём. По прибытии Tekken Force Стив решился задержать отряд, предоставляя Нине возможность сбежать.
Нина стала главной героиней собственной игры Death by Degrees, выпущенной в 2005 году. В основе сюжета игры лежит альтернативная предыстория Нины и Анны. Их отец, Ричард Ульямс, боролся с несколькими гвардейцами и велел Нине схватить пистолет, который обронил один из них. Тем не менее её нерешительность и страх не позволили ей помочь отцу, и тот был расстрелян. Этот инцидент привёл к противостоянию сестёр.
Также Нина появляется в файтинге-кроссовере Street Fighter X Tekken, выступая в качестве боевого партнёра Кадзуи. В трейлере они сражаются против Рю и Кена, после чего Кадзуя захватывает Рю, используя его как приманку для Дзина.

### Дизайн
Нина обладает светлыми волосами, завязанными в хвост, и голубыми глазами, а также роскошной и в то же время спортивной фигурой. Между их с Анной внешностью существует контраст, так как последняя является шатенкой. В основном Нина носит фиолетовую одежду, как правило облачаясь в военное снаряжение (в соответствии с её профессией), в то же время периодически нося костюмы из материала, напоминающего спандекс, поливинилхлорид и кожу. Большая часть её обуви имеет каблуки. В Tekken 6 один из альтернативных костюмов Нины является её снаряжением из Death by Degrees.
Нина является квалифицированным пользователем хапкидо, получив широкую известность за свои смертельные захваты и контратаки. Она обладает хорошей реакцией и ловкостью, а также среднестатистической физической силой. Кроме того, она была одной из первых персонажей, способных использовать цепные броски, начиная с Tekken 2.

### Другие появления

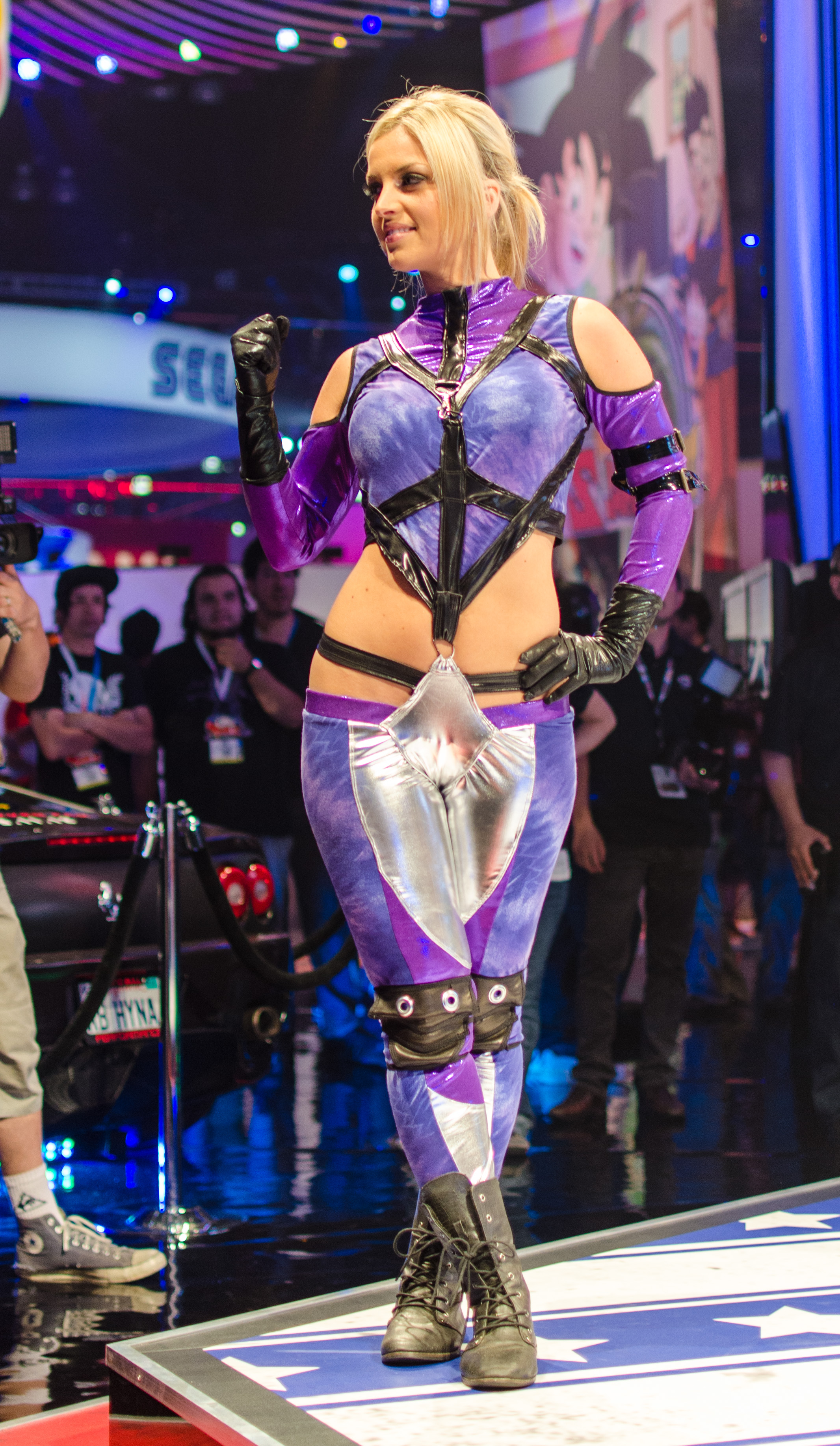
Саммер Дэниелс в роли Нины на Electronic Entertainment Expo 2012

Нина появляется в OVA Tekken: The Motion Picture в качестве одного из главных антагонистов. Её соблазняет Ли Чаолан и отправляет убить своего брата Кадзую Мисиму, чтобы остаться единственным наследником «Мисима Дзайбацу». Нина предпринимает несколько попыток, но Кадзуя всякий раз одерживает нд ней верх, опираясь на свои превосходные навыки. Здесь же присутствует её соперничество с Анной, однако предыстория была изменена: отец любил Нину и игнорировал Анну, из-за чего та убила его. Этот поступок положил начало вражде между сёстрами. В конце концов Нина сражается с Анной на острове, где происходит турнир. Анну убивает биологически усиленный динозавр, после чего Нина сбегает. В последний раз она была замечена среди других бойцов, которые покинули остров прежде, чем тот взорвался. Из-за смерти Ли и бегства Хэйхати Нина отказалась от своего задания убить Кадзую.
Южноафриканская модель и певица Кэндис Хиллебранд исполнила роль Нины Уильямс в художественном фильме Tekken 2009 года. В фильме она является участницей турнира, при этом работая на Кадзую, наряду с Анной. Также обе сестры являются его любовницами. Кадзуя поручает Нине и Анне убить Дзина Кадзаму, однако те привлекают внимание Кристи Монтейру и сбегают. В следующем туре Дзин опознаёт Нину как одну из убийц его матери. Кристи мстит ей, победив в бою. В дальнейшем Нина была замечена среди бойцов, которых арестовывают солдаты Кадзуи. Она попадает в одну клетку с Анной и Драгуновым. В отличие от игр, по версии фильма Нина и Анна не испытывают неприязни друг к другу. Кроме того, она не имеет никакого отношения к Стиву Фоксу.
Также Нина появляется в анимационном фильме Tekken: Blood Vengeance. В самом начале она едет на мотоцикле, после чего сражается с Анной. Хотя её и загоняют в угол, Нине удаётся сбежать. Дзин отправляет её в Россию, чтобы найти Алису. В финале она сражается с Анной в особняке Ли Чаолана. Их противостояние происходит к разрушению дома. Анна приходит себя и арестовывает Нину. Их дальнейшая судьба остаётся неизвестной.
Саммер Дэниелс исполнила роль Нины Уильямс в короткометражном фильме Tekken Tag Tournament 2, показанном на San Diego Comic-Con International 2012 года.
В 1998 году Epoch Co. выпустили фигурку Нины на основе её образа в Tekken 3. В набор фигурки входят два пластиковых меча и пистолет. Фигурка на основе её образа в Tekken 5 была выпущена в 2006 году. В этом же году были выпущены две фигурки Нины из Death by Degrees.

## Отзывы и мнения
Персонаж был положительно оценён критиками. Нина Уильямс была выбрана одной из 20 «муз» видеоигр бразильского журнала SuperGamePower в 2001 году. На основании голосования польского издания GamePro, в списке «Мисс мира видеоигр» Нина заняла 5-е место. В 2008 году игровое издание Книги рекордов Гиннесса назвало её «самым горячим женским персонажем» по результатам интернет-голосования.
Нина часто высоко оценивалась за свою сексуальную привлекательность. В списке «лучших деток из видеоигр» GameTrailers она заняла 6-е место. В том же году Tom’s Hardware включил Нину в список 50 величайших персонажей видеоигр, в то время как ScrewAttack! поставил её на 7-е место в списке лучших «тел» в видеоиграх. В 2010 году Play поставил Нину на 2-е место в списке самых «горячих» блондинок в видеоиграх, отметив, что «она была сексуальна даже тогда, когда её волосы состояли из восьми полигонов», а Gadżetomania.pl назвал её самой «сексуальной и жестокой» блондинкой в видеоиграх. Помимо этого, она была включена в список «самых популярных блондинок в видеоиграх» по версии GameDaily за её тело и инстинкты убийцы, а также заняла 30-е место среди «самых горячих деток в видеоиграх». В 2009 году Maxim включил Нину в первую десятку «мегерочек видеоигр», похвалив её костюмы и пробежку с катаной на очень высоких каблуках в Death by Degrees, назвав её «пугающей и в то же время сексуальной» и проведя аналогию с «сексом с Эми Уайнхаус». Также Нина вошла в аналогичный список по версии Fakt. В 2012 году MSN включил её в список 20 «самых горячих женщин в истории видеоигр», добавив, что «она становится всё горячее и горячее с развитием графической технологии». Gadget Review поставил её на 20-е место среди «горячих женщин в видеоиграх». Кроме того, Interia.pl включил Нину среди «самых сексуальных героинь видеоигр» года. Она заняла 15-е место среди наиболее привлекательных женских персонажей видеоигр в списке GameHall в 2014 году.
В 2006 году Gaming Target поставил Нину на 5-е место в списке лучших персонажей Tekken, назвав её «самой сексуальной убийцей в мире». В 2010 году G4 включил Нину среду лучших убийц видеоигр. В 2011 году PlayStation Official Magazine внёс Нину в список «подлых матерей PlayStation». В том же году Joystick Division назвал Нину вторым «самым задиристым» персонажем видеоигр. В 2012 году FHM причислил бой Нины и Пойзон к одному из десяти «удивительнейших фэнтезийных боёв» в Street Fighter X Tekken, добавив, что «горячие девушки всегда сражаются зрелищно, и обе являются самыми дерзкими персонажами своих франшиз». Complex поставил Нину на 2-е место среди лучших персонажей Tekken, назвав её «сверх снежной королевой». В официальном опросе Namco Нина заняла 14-е место среди наиболее востребованных персонажей из Tekken X Street Fighter. В 2014 году Whatculture поставил Нину на 12-е место в списке «величайших героев файтинга, когда-либо созданных», называя её «не столь сексуализированной, как Айви и Таки из SoulCalibur», а также одной из самых сильных героинь видеоигр. В 2015 году WatchMojo поставил Нину на 6-е место среди лучших персонажей Tekken.
Тем не менее Official U.S. PlayStation Magazine назвал Death by Degrees переоценённом спин-оффом по сравнению с Whiplash. GameDaily назвал появление Нины в Death by Degrees одной из худших случавшихся с ней вещей, критикуя слабый геймплей и ниже среднего уровня графику.